# Otachyrium succisum
Otachyrium succisum là một loài thực vật có hoa trong họ Hòa thảo. Loài này được (Swallen) Send. & Soderstr. mô tả khoa học đầu tiên năm 1984.